# Klein Barkau
Klein Barkau ist eine Gemeinde in der Region Barkauer Land im Kreis Plön in Schleswig-Holstein. Das Wahrzeichen der Gemeinde ist die Mühle an der Verbindungsstraße nach Boksee.

## Geografie

### Geografische Lage
An den Bothkamper See im Norden angrenzend erstreckt sich das Gemeindegebiet von Klein Barkau im nordwestlichen Teilbereich des Naturraums Ostholsteinisches Hügel- und Seenland (Haupteinheit Nr. 702) südlich von Kiel.

### Ortsteile
Neben dem Dorf gleichen Namens liegen auch Erholung, Voßberg, Brammerhof, Schlichtenkamp, Überteich, Scholensegen, Rahkrug und Ketelsberg im Gemeindegebiet.

### Nachbargemeinden
Direkt benachbarte Gemeindegebiete von Klein Barkau sind:
| Boksee     |                                             |                      |
| Schönhorst | Kompassrose, die auf Nachbargemeinden zeigt | Honigsee, Großbarkau |
|            | Bothkamp, Kirchbarkau                       |                      |

## Geschichte
Klein Barkau ist Anfang des 14. Jahrhunderts aus Borkowe und Deutsch-Barkau entstanden.
Vom 2. Dezember 1911 bis zum 31. Dezember 1961 hatte Klein Barkau einen Bahnanschluss an der Kleinbahn Kiel–Segeberg. Die Bahnstrecke verlief östlich des Ortes in nord-südlicher Richtung. Das ehemalige Bahnhofsgebäude ist das letzte Haus in der Dorfstraße vor der B404 bzw. BAB21.

## Politik

### Gemeindevertretung
Bei der Kommunalwahl 2023 errang die Wählergemeinschaft Klein Barkau erneut alle neun Sitze in der Gemeindevertretung. Die Wahlbeteiligung betrug 68,3 Prozent.

### Wappen
Blasonierung: „Von Rot und Blau durch eine gemauerte silberne Brücke gesenkt geteilt. Oben ein silbernes Flügelkreuz einer Windmühle.“

## Sehenswürdigkeiten
In der Liste der Kulturdenkmale in Klein Barkau stehen die in der Denkmalliste des Landes Schleswig-Holstein eingetragenen Kulturdenkmale.
Die Windmühle in Klein Barkau wurde 1870 errichtet und in den letzten Jahren restauriert.

## Wirtschaft und Verkehr
Die Wirtschaft im Gemeindegebiet ist überwiegend von der Urproduktion der Landwirtschaft geprägt. Es gibt auch eine Gärtnerei im Ort.
Klein Barkau ist über die in Nord-Süd-Richtung durch das Gemeindegebiet führende Bundesstraße 404 von Kiel nach Bad Segeberg zu erreichen. Der Streckenabschnitt befindet sich im Ausbau zur Bundesautobahn 21. In Klein Barkau zweigen die schleswig-holsteinischen Landesstraßen 49 und 307 in Richtung Preetz bzw. Flintbek ab.
Die Gemeinde ist im ÖPNV über eine Linienbusverbindung zwischen Kiel und Bad Segeberg an die benachbarten höheren Zentralen Orte angebunden.